# Джозеф, Нафиса
Нафи́са Джо́зеф (хинди नफीसा जोसफ, англ. Nafisa Joseph; 28 марта 1978, Бангалор, Карнатака, Индия — 29 июля 2004, Мумбаи, Махараштра, Индия) — индийская актриса, фотомодель и телеведущая.

## Биография

### Ранние годы
Нафиса Джозеф родилась 28 марта 1978 года в Бангалоре (штат Карнатака, Индия) в семье Нирмала и Уши Джозеф. У Нафисы была старшая сестра.
Окончила Bishop Cotton School и St. Joseph’s College. Была католичкой.

### Карьера
Нафиса начала карьеру модели в 12 лет. В 1997 году Джозеф стала самой юной участницей конкурса Мисс Индия, в котором она одержала победу. В этом же году она участвовала в конкурсе Мисс Вселенная и она вошла в 10-ку полуфиналисток.
Также была актрисой и телеведущей.

### Смерть
Нафиса покончила жизнь самоубийством, повесившись 29 июля 2004 года в своей квартире в Мумбаи (штат Махараштра, Индия). Ей было 26 лет. По сообщениям она сделала это из-за проблем в личной жизни. Полтора года спустя близкая подруга Джозеф, 30-летняя актриса и фотомодель Кулджит Рандхава, также повесилась.